# Gerald Raunig
Gerald Raunig (* 1963 in Klagenfurt am Wörthersee) ist ein österreichischer Philosoph und Kunsttheoretiker.

## Leben
Raunig studierte Philosophie, Klassische Philologie und Geschichtswissenschaft in Wien und Klagenfurt und wurde zum Dr. phil. promoviert. Er habilitierte sich und erhielt die venia docendi für Philosophie am Institut für Philosophie der Universität Klagenfurt. Er ist als Professor für Ästhetik an der Zürcher Hochschule der Künste tätig und Mitbegründer des European Institute for Progressive Cultural Policies (eipcp). Seine Forschungsschwerpunkte sind Politische Philosophie, Erkenntniskritik, Ästhetik und Kunstphilosophie. Raunig ist ferner Mitglied der Redaktion von transversal texts, einer multilingualen Publikationsplattform, und der Zeitschrift Kamion.
1992 wurde er Vorstandsmitglied im Werkstätten- und Kulturhaus (WUK) Wien und 1994 der IG Kultur Österreich. Er war regelmäßig Autor der Kulturrisse.

## Schriften (Auswahl)

### Monografien
- Charon. Eine Ästhetik der Grenzüberschreitung (= Klagenfurter Reihe zur Philosophie und Kulturwissenschaft). Passagen Verlag, Wien 1999, ISBN 3-85165-397-1.
- mit Therese Kaufmann: Anticipating European cultural policies (= Europäische Kulturpolitiken vorausdenken). Eipcp, Wien 2003, ISBN 3-9501762-0-9.
- Kunst und Revolution. Künstlerischer Aktivismus im langen 20. Jahrhundert (= Republicart. 4). Turia + Kant, Wien 2005, ISBN 3-85132-425-0.
- Tausend Maschinen. Eine kleine Philosophie der Maschine als sozialer Bewegung (= Es kommt darauf an. Bd. 7). Turia + Kant, Wien 2008, ISBN 978-3-85132-516-4.
- mit Stefan Nowotny: Instituierende Praxen. Die Wiederaneignung der Institutionskritik (= Republicart. 9). Turia + Kant, Wien 2008, ISBN 978-3-85132-513-3.
- Streifen und Glätten. 2 Bände, Diaphanes, Zürich 2012.

- Band 1: Fabriken des Wissens. ISBN 978-3-03734-213-8.
- Band 2: Industrien der Kreativität. ISBN 978-3-03734-221-3.

- DIVIDUUM: Maschinischer Kapitalismus und molekulare Revolution, Band 1. transversal texts, Wien 2014, ISBN 978-3-9501762-8-5.
- Maschinen Fabriken Industrien. (mit Textkomplementen von Isabell Lorey, Maurizio Lazzarato, Roberto Nigro, Ruth Sonderegger und Antonio Negri), transversal texts, Wien 2019, ISBN 978-3-903046-23-8.

### Herausgeberschaften
- Kulturrisse: Relevanz und gesellschaftliche Funktionen der freien Kulturarbeit, Dokumentation des gleichnamigen Symposions der IG Kultur Österreich, 22. – 24. November 1995, Funkhaus Wien (Inhaltsverzeichnis)
- Transversal. Kunst und Globalisierungskritik (= Republicart. 1). Turia + Kant, Wien 2003, ISBN 3-85132-352-1.
- Bildräume und Raumbilder. Repräsentationskritik in Film und Aktivismus (= Republicart. 2). Turia + Kant, Wien 2004, ISBN 3-85132-394-7.
- mit Ulf Wuggenig: Publicum. Theorien der Öffentlichkeit (= Republicart. 5). Turia + Kant, Wien 2005, ISBN 3-85132-426-9.
- mit Ulf Wuggenig: Kritik der Kreativität (= Republicart. 6). Turia + Kant, Wien 2007, ISBN 978-3-85132-459-4.